# Consejo Popular de la República Popular de Lugansk
El Consejo o Sóviet Popular (del ruso: Народный Совет), formalmente conocido como Consejo Supremo (del ruso: Высший Совет), es el órgano legislativo de la República Popular de Lugansk, una de las repúblicas de Rusia.

## Historia
La primera composición del órgano legislativo de la República Popular de Lugansk fue el Consejo Supremo, establecido a primeros de abril de 2014 a raíz de las protestas prorrusas que se produjeron como reacción al Euromaidán.
Las primeras elecciones de diputados de la Asamblea Republicana de la LPR se realizaron el 18 de mayo de 2014 en las asambleas populares de 38 ciudades y regiones de la República. En total, se eligieron de 108 a 124 diputados (según diversas fuentes). En el proceso de construcción del estado, la composición del Consejo Supremo cambió varias veces, algunos diputados ingresaron en la milicia o fueron arrestados por las autoridades ucranianas, y en su lugar se introdujeron nuevos diputados (del Partido Comunista, de los sindicatos). En la ley sobre las elecciones del Consejo Popular, aprobada en septiembre, el número de diputados se fijó en 50 diputados. El Consejo Popular de la convocatoria de 2014 fue elegido: del movimiento " Paz a la Región de Lugansk " - 37 personas, de la " Unión Económica de Lugansk "- 13 personas. Las elecciones de la segunda convocatoria se realizaron el 2 de noviembre en las listas de tres organizaciones públicas registradas.

## Orden de elección
La composición del Consejo Popular - 50 diputados. Los diputados son elegidos por 5 años. Un ciudadano de la República Popular de Lugansk que tenga derecho a voto, que haya cumplido 25 años el día de las elecciones y que resida permanentemente en el territorio de la República, puede ser elegido diputado del Consejo Popular. Un diputado del Consejo Popular no puede ser el Jefe de la República Popular de Lugansk, un juez, un fiscal, haber estado en el servicio público, servir en los órganos de gobierno local, ser diputado de otros órganos representativos y electos del poder estatal y gobierno local, desempeñar otros cargos remunerados, dedicarse a otras actividades remuneradas, con excepción de las actividades docentes, científicas u otras actividades creativas, realizar actividades empresariales, ser miembro del órgano de gobierno o del consejo de supervisión de una organización comercial.

## Líderes
- Alexey Karyakin del 18 de mayo de 2014 al 25 de marzo de 2016 .
- Vladimir Degtyarenko del 1 de abril de 2016 al 21 de diciembre de 2017 .
- Denis Miroshnichenko desde el 21 de diciembre de 2017 .

- Datos: Q19366052